# Alfredo Antonio de Andrade
Alfredo Antonio de Andrade (São Salvador, 30 de janeiro de 1869 – Rio de Janeiro, 10 de julho de 1928) foi um médico e cientista brasileiro, químico, farmacêutico, professor catedrático da Faculdade de Medicina do Rio de Janeiro (atual UFRJ), professor do Museu Nacional, perito médico legista e diretor da seção de química toxicológica e microscopia do Serviço Médico Legal do Rio de Janeiro e diretor do Laboratório de Bromatologia do Departamento Nacional da Saúde Pública.
O Prof. Dr. Alfredo de Andrade foi diretor técnico da Sociedade Nacional de Agricultura, era membro da Sociedade Médica da Bahia e da Sociedade Brasileira de Química.

## Biografia
Filho do Sr. Bellarmino Soares de Andrade e sua esposa D. Idalina Nunes de Andrade, o Prof. Dr. Alfredo Antonio de Andrade nasceu em S. Salvador, capital do estado da Bahia, em 30 de janeiro de 1869.
Casado com a Sra. D. Henriqueta Lino de Andrade e tendo 10 filhos, era irmão do Capitão de Fragata Francisco Bomfim de Andrade, chefe da divisão de operações do Estado-Maior da Armada, e do Dr. Antonio Bomfim de Andrade, médico da Força Pública de São Paulo. Pai de Vera de Andrade Périssé, era sogro do cientista Prof. Dr. Augusto Cid de Mello Périssé.
Médico e farmacêutico pela Faculdade de Medicina da Bahia, alcançou nela os primeiros degraus do ensino. Foi interno, por concurso, de Clínica Cirúrgica, e depois Preparador interino de Farmácia.
Doutorou-se em Medicina em 7 de dezembro de 1889 na Faculdade de Medicina da Bahia, defendendo a tese doutoral "Do tratamento da hydrocele pela incisão aseptica." Foi livre-docente na Faculdade de Medicina da Bahia.
Em 1891, foi nomeado médico das Prisões Públicas, pelo conselho da intendência municipal de Salvador.
Em Salvador, foi também médico do Corpo de Bombeiros.
O Instituto Polytechnico nomeou-o Professor Catedrático de Química Descritiva e Analítica na Escola Polythechnica Livre do estado da Bahia, mantida pelo Instituto Polytechnico.
Pouco após ter deixado os bancos acadêmicos, passou a fazer parte do Laboratório de Bromatologia do município de S. Salvador, especializando-se tão rapidamente em assuntos de química que, dentro de pouco tempo, se transformou no principal técnico dessa instituição. Foi vice-diretor (sob direção do Dr. Innocencio Cavalcanti) e, mais tarde, diretor do Laboratorio Municipal de Hygiene da Capital da Bahia, merecendo, em relatório do Prefeito Freire de Carvalho, a referência - "que ele era a alma e a vida dessa Repartição". Foi químico do Laboratório Municipal de Salvador.
Em 1898, foi designado pelo dr. intendente interino de Salvador como um dos médicos fiscais do serviço de asseio e limpeza da cidade, sendo designado para o 1º distrito (Sé, S. Pedro, Victoria e Rio Vermelho).
Dedicado, sem reservas, à ciência das reações, obteve, poucos anos depois, em concurso que o notabilizou na Faculdade de Medicina da Bahia, o cargo de preparador da cadeira de química orgânica e biológica. Em 1899, foi nomeado Preparador da cadeira de Química Orgânica e Biológica da Faculdade de Medicina da Bahia, tendo sido classificado em 1º lugar no concurso por unanimidade de votos, fato que não se dava havia mais de 10 anos. Sua influência nesse curso foi enorme. Dotado de entranhado amor ao cumprimento do dever, e essa era a dominante de sua personalidade, preparou, de fato, aulas que se tornaram memoráveis pela abundância de demonstrações práticas, apesar da pobreza do material de que dispunha, não recuando diante da aquisição, por conta de seu bolso particular, de aparelhos e reagentes cujo fornecimento se retardava. Na mesma faculdade, também foi preparador, por concurso, da cadeira de Farmacologia.
Em 1901, uma reforma do ensino extinguiu a cadeira de química orgânica e biológica nas Faculdades de Medicina. Nomearam o Prof. Dr. Alfredo de Andrade, sem o consultarem, para o cargo de preparador de histologia. Ao lado do Prof. Dr. Palma, conhecedor profundo da matéria, poderia esperar, quem não conhecesse o novo preparador, ter ocasião de observar o contraste entre o proveito e o medíocre. Se alguém assim pensou, enganou-se. Em suas aulas práticas de histologia, o Prof. Dr. Alfredo de Andrade era mais conciso em seu ensino, frisando com máxima clareza os pontos principais que se deviam reter, de modo que conseguiu que nem um só estudante descobrisse o esforço que ele empregava até altas horas da madrugada para assimilar de tal modo a matéria que sua exposição se tornasse natural.
De 1903 a 1905, foi redator da revista científica Gazeta Médica da Bahia.
Em 1906, achando-se o catedrático, Prof. Anselmo da Fonseca, impedido de lecionar, o Prof. Dr. Alfredo de Andrade foi nomeado substituto da 4ª seção, quando regeu a cadeira de Higiene, interinamente. Foi escolhido porque, sob sua influência como diretor fundador, o Laboratorio Municipal e Bacteriológico da capital baiana se transformara em verdadeiro instituto de higiene, e esse fato era conhecido pela Congregação da Faculdade de Medicina.
Para melhor assegurar o desenvolvimento dos novos trabalhos do laboratório, o Prof. Dr. Alfredo de Andrade visitou o "Instituto de Manguinhos", cursando, depois, em 1904, as aulas do "Instituto Pasteur", em Paris, França. Já químico de rara competência e histologista, fizera-se bacteriologista e higienista.
O Prof. Dr. Alfredo de Andrade fez o curso oficial de Microbia Technica do Instituto Pasteur de Paris e fez estudos na Áustria e Alemanha.
Em 1906, foi um dos delegados estaduais da Bahia escolhidos para o XV Congresso Internacional de Medicina de 13 a 26 de abril de 1906, em Lisboa, Portugal.
Em fins de 1906, a seção de Higiene e Medicina Legal na Faculdade de Medicina da Bahia achava-se sem substituto. Alfredo de Andrade cogitava enfrentar o concurso prestes a abrir-se quando, em dezembro de 1906, por indicação do Prof. Afranio Peixoto, foi requisitado pelo Ministério da Viação para tomar parte em uma comissão de estudos para a remodelação dos esgotos da Capital Federal (Rio de Janeiro).
Por essa época, fundava-se o Serviço Médico Legal, sob a direção de Afranio Peixoto, que indicou o nome de Alfredo de Andrade para exercer o cargo de perito químico. Médico legista, foi diretor da seção de química toxicológica e microscopia do Serviço Médico-Legal da Polícia do Rio. Já teve então reputação firmada no Rio: foi o único técnico do Serviço para o qual o governo dispensou concurso.
Foi colaborador efetivo da revista científica Brazil-Medico: Revista Semanal de Medicina e Cirurgia.
Na Faculdade de Medicina do Rio de Janeiro, serviu como chefe de laboratório da 2ª cadeira de Clínica Médica, cujo laboratório montou e pelo qual outros se modelaram.
Em 1909, foi nomeado preparador da cadeira de bacteriologia da Faculdade de Medicina do Rio de Janeiro, por espontânea proposta do Prof. Leitão da Cunha.
Em 1910, remodelava-se o Museu Nacional, criando-se um laboratório de química na seção de Mineralogia. O Dr. Rodolpho de Miranda, então ministro da Agricultura, fazia rigorosa seleção entre os candidatos aos cargos técnicos recém-criados em seu ministério. Foi ao Prof. Dr. Alfredo de Andrade, que não era candidato, a quem nomeou, por indicação do Dr. Roquette Pinto, para organizar e servir no novo laboratório. Pouco depois, fundiam-se em um só laboratório os dois que se criavam no Museu, independentes das seções, com fins científicos autônomos. A direção deste laboratório ampliado foi confiada ao Prof. Dr. Alfredo de Andrade. Foi escolhido pelo Ministro da Agricultura para as luneções de químico da seção de mineralogia (3ª seção). Alfredo Antonio de Andrade foi nomeado chefe dos laboratórios de química (Laboratório de Química Analítica e Laboratório de Química Vegetal) do Museu Nacional. Em função da Lei Orçamentária de 1916, pelo decreto nº 11.896, de janeiro daquele ano, os dois laboratórios se fundiram no “Laboratório de Química”. Foi chefe do Laboratório de Química do Museu Nacional.
Quando se criaram as funções de livres docentes nas escolas superiores brasileiras, o Prof. Dr. Alfredo de Andrade, aconselhado pelo Prof. Dr. Azevedo Sodré, que bem lhe conhecia o valor, concorreu à docência de Bromatologia e Toxicologia, cuja cátedra ocupou até a morte. Diziam seus discípulos que seu ensino era objetivo, claro, forçando a formação de mentalidades científicas pela observação direta dos fatos, amparada pela luz da teoria exposta com simplicidade.
Em 1910, foi nomeado Professor Catedrático de Química Analítica da Faculdade de Medicina do Rio de Janeiro. Dispendeu quantias de seu próprio bolso para a aquisição de materiais para o laboratório de química analítica da Faculdade de Medicina do Rio.
Era Livre Docente de Química Analítica e Professor Extraordinário da cadeira de Química Analítica na Faculdade de Medicina do Rio de Janeiro.
Conseguindo o título de Livre Docente em 1911, abriu logo um curso de Urologia Química, tendo lecionado a matéria a médicos já formados.
Em 1920, após ser convidado insistentemente pelo Dr. Carlos Chagas (diretor geral do Departamento Nacional da Saúde Pública), assumiu o cargo de diretor do Laboratório Bromatológico do Departamento Nacional da Saúde Pública.
Tomou parte em várias e importantes comissões técnicas, como na comissão incumbida de uniformizar os métodos de análises nas repartições do Ministério da Agricultura, na comissão encarregada de estabelecer as bases para a fiscalização do comércio de manteiga, na comissão encarregada de estudar as condições do serviço de esgotos da Capital Federal (Rio de Janeiro), na comissão encarregada de fixar a composição das reações de víveres e forragens, etc. Merecendo, durante a sua carreira, diversos elogios da municipalidade da Bahia, dos diretores da Faculdade de Medicina da Bahia e da Faculdade de Medicina do Rio de Janeiro, bem como dos ministros da Agricultura e da Viação.
Nos Archivos do Museu Nacional e no Boletim do Museu Nacional, o Prof. Dr. Alfredo de Andrade deixou notáveis contribuições sobre muitas das plantas alimentícias e tintoriais brasileiras.
Pouco expansivo, o Prof. Dr. Alfredo de Andrade, só revelava os sólidos conhecimentos que tinha, particularmente em assuntos de química, nas ocasiões precisas. Queria que seus alunos soubessem o máximo possível do que ensinava. Assumia ares de reprovador para obter melhor rendimento dos estudantes menos aplicados. Mas não pactuava com a vadiagem; estudante mau era fatalmente reprovado, "em benefício do Brasil", conforme disse certa vez ao Dr. Mario Saraiva.
Era um homem que não tinha outra preocupação, na vida pública, senão o escrupuloso cumprimento de sua profissão de cientista. Seus trabalhos, em grande maioria aparecidos em publicações do Museu Nacional, sempre visavam melhor conhecimento das coisas do Brasil. Estudou a composição de grande número de vegetais brasileiros, particularmente as espécies forrageiras. Como trabalho de especulação científica, merece citar-se o que ele efetuou acerca das matérias tintoriais empregadas pelos indígenas brasileiros. Era tido como ilustre médico e químico, raríssimo conhecedor das ciências naturais, professando-as com maestria incomparável.
Afligido por cruel enfermidade, faleceu às 14 horas do dia 10 de julho de 1928 em sua casa à Rua General Polydoro, 74, em Botafogo, Rio de Janeiro. Está sepultado no cemitério São João Batista, em Botafogo, Rio de Janeiro.
A diretoria do Museu Nacional, assim que teve comunicação do falecimento do ilustre cientista, resolveu mandar hastear em funeral o pavilhão da República, suspendendo o expediente e enviando à residência do falecido uma grande palma de flores naturais, homenagem dos seus companheiros de trabalho naquele secular instituto. O Dr. Abreu Fialho, diretor da Faculdade de Medicina do Rio de Janeiro, mandou encerrar imediatamente o expediente na Faculdade e nomeou uma comissão composta dos professores Drs. Tanner de Abreu, Luiz Barbosa e Ausier Bentes, para representar a Congregação em todas as homenagens a serem prestadas pelo falecimento do ilustre professor. A Academia Nacional de Medicina aprovou voto de pesar, proposto pelo Acadêmico Teixeira Mendes, na sessão ordinária da quinta-feira, 12 de julho de 1928.

## Lista de algumas publicações e conferências científicas
- Prof. Dr. Alfredo Antonio de Andrade. Do tratamento da hydrocele pela incisão aseptica. Tese doutoral para obtenção do título de Doutor em Medicina. Faculdade de Medicina da Bahia. 1889.
- Dr. Alfredo Andrade. Cytodiagnostico. Gazeta Médica da Bahia. Ano 1901. Edição 1. p.211-216, 252-259.
- Dr. Alfredo Andrade. Necrologia - Dr. Joaquim Matheus dos Santos. Gazeta Médica da Bahia. Ano 1903. Edição 35. Vol. 35. N. 1. p.45.
- Prof. Dr. Alfredo Antonio de Andrade. “Estudo das causas que fazem variar a composição química do leite”. [s.l.]: [s.n.], 1903.
- Prof. Dr. Alfredo Antonio de Andrade. "Regulamentação da venda do leite". Tese apresentada no 2º Congresso Medico Latino Americano, em Buenos Aires, Argentina, em 3 de abril de 1904.
- Drs. João Felippe Pereira, Afranio Peixoto, Alfredo Antonio de Andrade, Paulo Queiroz e José Americo dos Santos. Hygiene Publica: Exgottos de Copacabana. (Parecer da Commissão nomeada pelo Ministerio da Industria, Viação e Obras Publicas.). Brazil-Medico: Revista Semanal de Medicina e Cirurgia. 15 de dezembro de 1907. Ano 1907. Edição 47. p.464-466.
- Molestias da bocca, do pharynge, do esophago e do pancreas: pelos Profs. Clementino Fraga, Henrique Roxo, Alfredo de Andrade, Vieira Romeiro, e Drs. Leonel Rocha, Alfredo Porto, Henrique Autran, Augusto de Freitas, Jacintho de Barros, José Maria Coelho e Humberto Gottuzzo. 1909.
- Prof. Dr. Alfredo Antonio de Andrade. “Dosagem dos cloretos no sangue do coração para diagnóstico da morte por asfixia por submersão”. 1909.
- Fez parte da comissão organizadora (secretário) da sexta secção (physica; chimica; historia natural; pharmacologia) do IV Congresso Medico Latino-Americano, no Rio de Janeiro, 1909.
- Prof. Pedro Barbieri (Buenos Aires) e Dr. Alfredo de Andrade (Rio). Diagnostico differencial da morte subita e da morte agonica. IVº Congresso Medico Latino-Americano. 1909.
- Prof. Oscar Freire de Carvalho (Bahia) e Dr. Alfredo de Andrade (Rio). Diagnostico da morte por submersão. IVº Congresso Medico Latino-Americano. 1909.
- Dr. Alfredo de Andrade (Rio). Estudo de pellos no Brazil. IVº Congresso Medico Latino-Americano. 1909. 
- Dr. Alfredo de Andrade (Rio). Docimasia histologica. IVº Congresso Medico Latino-Americano. 1909.
- Dr. Alfredo de Andrade (Rio). Depuração biologica das aguas dos exgottos. IVº Congresso Medico Latino-Americano. 1909.
- Alfredo de Andrade. Lithiase pancreatica. Brazil-Medico: Revista Semanal de Medicina e Cirurgia. Ano 1909. Edição 15. p.157-158.
- Dr. Alfredo de Andrade. Faculdade de Medicina do Rio: Cadeira de chimica analytica, discurso do Dr. Alfredo de Andrade. Brazil-Medico: Revista Semanal de Medicina e Cirurgia. 22 de janeiro de 1913. Ano 1913. Edição 4. p.31-35.
- Dr. Alfredo de Andrade. Ensino Medico: O Senador Rivadavia Correa e a sua Reforma do Ensino. (Lição inaugural do curso de chimica analytica). Brazil-Medico: Revista Semanal de Medicina e Cirurgia. 8 de maio de 1920. Ano 1920. Edição 19. p.293-295.
- Prof. Dr. Alfredo Antonio de Andrade. “Regulamentação da venda do leite destinado ao consumo”. [s.l.]: [s.n.], 1912.
- Prof. Dr. Alfredo Antonio de Andrade. “A substituição da gazolina pelo alcool”. [s.l.]: [s.n.], 1916.
- Prof. Dr. Alfredo Antonio de Andrade. “Os sub-produtos do algodão, suas relações nas plantas brasileiras”. 1916.
- Dr. Carlos Seidl e Dr. Alfredo de Andrade. Contribuição para o estudo de dous phenomenos demographicos que interessam o capitulo do casamento em medicina publica. Primeiro Congresso Brazileiro de Neurologia, Psychiatria e Medicina Legal: Secção de Medicina Legal. 1916.
- Dr. Alfredo de Andrade. Voto de louvor. Primeiro Congresso Brazileiro de Neurologia, Psychiatria e Medicina Legal: Secção de Medicina Legal. 1916.
- Prof. Dr. Alfredo Antonio de Andrade. Streptochaeta spicata. [s.l.]: [s.n.], 1917.
- Antonio Cardoso Fontes, Luiz M. Pinto de Queiroz, J. M. da Costa Lima, Alfredo de Andrade, Alvaro Ozorio de Almeida, Eugenio Rangel, Trajano de Medeiros. Estudo dos melhores processos de conservação dos cereaes e grãos legumiferos. Conferencia nacional de cereaes, 12 a 14 de agosto de 1917, Coritiba. Sociedade Nacional de Agricultura.
- Prof. Dr. Alfredo Antonio de Andrade. “O sal industrialmente puro”. [s.l.]: [s.n.], 1918.
- Prof. Alfredo de Andrade. A lagoa Araruama, suas aguas, processo para a obtenção do sal industrialmente puro. In: Conferencias do Museu Nacional. 8 de maio de 1919.
- Alfredo A. de Andrade. O arroz indigena brazileiro. Annaes da Faculdade de Medicina do Rio de Janeiro. Anno III. 1919.
- Prof. Dr. Alfredo Antonio de Andrade. “O museu Nacional e a difusão da Química”. [s.l.]: [s.n.], 1922.
Fez parte da comissão organizadora do 3º Congresso Nacional de Agricultura e Pecuaria, 5ª secção (sementes e fructos oleaginosos; côco; castanha; frutas; hortaliças; flores; plantas medicinaes e industriaes; florestas e madeiras; fibras) em 1922.
- Professor Alfredo Antonio de Andrade. Forragens agrestes do Estado de Mato Grosso. 3º Congresso Nacional de Agricultura e Pecuaria. 1922.
- Alfredo Antonio de Andrade. Estudo das materias corantes de origem vegetal, em uso entre os indios do Brasil e das plantas de que procedem. XX Congresso Internacional de Americanistas. Rio de Janeiro. Agosto de 1922.
- Professor Dr. Alfredo Antonio de Andrade. Valor nutritivo dos alimentos brasileiros. Rio de Janeiro. 1923.
- Prof. Dr. Alfredo Antonio de Andrade. “Valor dos produtos das diversas industrias agrícolas na alimentação do gado”. [s.l.]: [s.n.], 1924.
- Prof. Dr. Alfredo A. de Andrade. A concentração do ionio hydrogenio ou potencial pH e sua importancia. (Licção do curso de Chimica Analytica da Faculdade de Medicina [Univ. do Rio]). Brazil-Medico: Revista Semanal de Medicina e Cirurgia. 6 de dezembro de 1924. Ano 1924. Edição 23. p.319-322. (Errata em 20 de dezembro de 1924, Edição 25, p.360.)
- Prof. Dr. Alfredo Antonio de Andrade. “Forragens agrestes do Estado do Matto Grosso”. Separata do Boletim do Museu Nacional, Rio de Janeiro, n. 6, p.[413]-424, 1925.
- Prof. Dr. Alfredo Antonio de Andrade. “As Leguminosas e suas farinhas alimentares”. Rio de Janeiro: Imprensa Nacional, 1926.
- Prof. Dr. Alfredo Antonio de Andrade. “O óleo de algodoeiro, sua refinação química. Refinaria de óleo tendo em vista o fabrico de produtos alimentares”. [s.l.]: [s.n.], 1926.
- Prof. Dr. Alfredo Antonio de Andrade. “Estudo das matérias corantes de origem vegetal em uso entre os índios do Brasil”. [s.l.]: [s.n.], 1926.
- Dr. Alfredo Antonio de Andrade. O café alimento e na alimentação. O Jornal. Edição commemorativa do bi-centenario do café. Sétima secção. Ano 1927. p.13-14.
- “Origem e dispersão do café – Os constituintes do café - O café alimento”. [s.l.]: [s.n.], 1927.
- Dr. Alfredo Antonio de Andrade. O café alimento - O café em a nutrição. Rio de Janeiro: Serviço de Informações do Ministerio da Agricultura, Industria e Commercio. 1928.

## Informações adicionais
O Prof. Dr. Alfredo de Andrade tinha Consultório e Laboratório Clínico para Diagnóstico Médico localizado à Rua Uruguayana, 7, Rio de Janeiro, oferecendo todos os trabalhos de química, microscopia e bacteriologia para diagnóstico médico.
Chefiou a montagem e adaptação de laboratórios em instituições como Museu Nacional, Escola Superior de Agricultura, 2ª Cadeira de Clínica Médica da Faculdade de Medicina do Rio de Janeiro.
Fez estudos sobre a malária.
Esteve na recepção oferecida em homenagem ao Dr. Oswaldo Cruz no Theatro Municipal do Rio.
Esteve presente na inauguração da clinica ophtalmologica da Faculdade de Medicina do Rio, no hospital da Santa Casa de Misericordia.
Dispendeu quantias de seu próprio bolso para a aquisição de materiais para o laboratório de química analítica da Faculdade de Medicina do Rio.
Recebeu o dr. Miguel Calmon du Pin e Almeida (ex-ministro da Viação do governo do dr. Affonso Penna), quando este chegou ao Rio.
Casou-se com Henriqueta Lino de Andrade em 1911 (proclama em 30 de abril de 1911).
Em 1911, na Faculdade de Medicina do Rio, juntamente com os Drs. Pecegueiro do Amaral e Renato de Souza Lopes, foi da comissão examinadora de química médica para o curso de medicina e foi da comissão examinadora de química mineral e orgânica para o curso de farmácia.
Reuniu-se em banquete e foi receber o Dr. Raul Bensaúde quando da sua chegada ao Rio de Janeiro.
Em 1913, foi um dos promotores do banquete oferecido em homenagem ao Dr. Adolpho Lutz.
Fez parte da comissão de concurso para a cadeira de physica experimental da Escola Superior de Agricultura em 1913, juntamente com os Drs. Gustavo d'Utra (director), Henrique Morize, Luiz de Carvalho e Mello, Geraldo da Costa Silveira, José Bezerra Cavalcanti e Alfredo Teixeira Baeta Neves.
Compôs, em 1913, juntamente com os Drs. Gustavo R. P. d'Utra (director) e Luiz de Carvalho e Mello, a mesa examinadora (júri) do concurso para a cadeira de chimica geral inorganica e analyse chimica da Escola Superior de Agricultura e Medicina Veterinaria.
Esteve presente na inauguração da Escola Superior de Agricultura e Medicina Veterinaria, juntamente com o presidente da República (marechal Hermes da Fonseca), ministros e outros.
Foi paraninfo da turma de 1913 de Farmácia da Faculdade de Medicina do Rio.
Esteve presente em recepção oferecida pelo Dr. Juliano Moreira, psiquiatra.
Esteve presente em banquete oferecido em homenagem ao Dr. Arthur Neiva em 1916.
Foi paraninfo da turma de 1917 de Farmácia da Faculdade de Medicina do Rio.
Era estimado pelos estudantes e professores da Faculdade de Medicina do Rio de Janeiro, como quando embarcou, acompanhado de seus 2 irmãos e família, em 05/09/1917, a bordo do paquete "Maranhão" para o Estado da Bahia para assistir à passagem do 50º aniversário do consórcio (bodas de ouro) de seus progenitores Sr. Bellarmino Soares de Andrade e Sra. D. Idalina Nunes de Andrade. Compareceram em massa ao embarque os alunos do 2º e 3º anos do curso de farmácia, tendo ofertado lindos ramos de flores naturais à Sra. Henriqueta Lino de Andrade, sua esposa. Além dos estudantes, compareceram ao embarque muitos professores da Faculdade de Medicina, oficiais da Armada e várias outras pessoas das relações dos três viajantes e suas famílias. Voltou ao Rio em dezembro de 1917.
Como professor da seção de química do Museu Nacional, foi encarregado pelo Ministro da Agricultura a fazer, juntamente com o Dr. Mario Saraiva (diretor do Instituto de Chimica), o estudo de meios para purificar o sal brasileiro. "Por motivos de serviço, teve de afastar-se em começo o dr. Mario Saraiva, de sorte que todo o trabalho foi realizado pelo dr. Andrade."
Fez parte da comissão constituída pela Sociedade Nacional de Agricultura para examinar processos e aparelhos de conservação e imunização de grãos e legumes, juntamente com Vieira Souto, Alvaro Ozorio, Pacheco Leão, Mario Saraiva e Luiz Carvalho.
Fez parte da comissão composta para representar a Faculdade de Medicina do Rio nas festas do jubileu literário do conselheiro Ruy Barbosa, juntamente com os professores Drs. Afranio Peixoto, Dias de Barros, Leitão da Cunha, e Diogenes Sampaio, tendo sido designados pelo Dr. Aloysio de Castro, diretor da Faculdade de Medicina.
Esteve no banquete oferecido ao Dr. Antonio Austregesilo em comemoração do 1º decênio do seu ensino na Faculdade de Medicina.
Compôs a mesa examinadora do concurso para Professor substituto de Química Médica da Faculdade de Medicina do Rio de Janeiro.
Esteve presente em evento em recepção ao Rei Alberto I e sua esposa Rainha Isabel, da Bélgica, quando da sua vinda ao Brasil, em solenidade promovida pelas associações científicas e literárias da capital federal (Rio de Janeiro).
Fez parte do Corpo de Saúde do Exército, nomeado pelo Ministro da Guerra.